# میلتون ملک-یونان
میلتون ملک-یونان (انگلیسی: Milton Malek-Yonan; ۱ ژانویهٔ ۱۹۰۴ – ۱ ژانویهٔ ۲۰۰۲) یک کارآفرین و مخترع آشوری ایرانی‌تبار بود.

## زندگی‌نامه
میلتون ملک یونان در سال ۱۹۰۴ از والدین آشوری در ارومیه، ایران متولد شد. وی از فرزندان یکی از قدیمی‌ترین و برجسته‌ترین خانواده‌های آشوری بود. آنها از دهکده آشوری جئوگتاپه، ارومی، منطقه ای در شمال غربی ایران، می‌آمدند.  قدمت این خانواده نزدیک به یازده قرن است. ملک یونان در ریچموند، ویرجینیا بزرگ شد و بعداً به اوک پارک، ایلینوی نقل مکان کرد و سرانجام با همسرش دکتر اینگمار ملک یونان، استاد مطالعات آلمان در دانشگاه کالیفرنیا در برکلی بازنشسته شد و در کارمل کالیفرنیا اقامت گزید، همسر او که در سال ۲۰۰۷ درگذشت. ملک-یونان در سن ۹۸ سالگی در خانه اش در کارمل درگذشت. پدرش، کشیش ایزاک ملک یونان نویسنده بود.. ملک-یونان پنج خواهر و برادر داشت.

## برنج مالکیزه
در سال ۱۹۳۸ ملک یونان دریافت که میلیون‌ها کیلو برنج در دره ساکرامنتوی کالیفرنیا به هدر می‌رود زیرا ایالات متحده دیگر به دلیل تحریم ژاپن از بابت حمله ژاپن به چین دیگر برنجی صادر نمی‌کرد. تجارت برنج در آمریکا دچار مشکل شده بود. او که خاورمیانه‌ای بود، متعجب بود که چرا آمریکایی‌ها از برنج استفاده نمی‌کنند. ملک-یونان متوجه شد که آمریکایی‌ها در آن زمان به پختن برنج عادت نداشتند وقتی هم که چنین می‌کردند چسبناک و شفته می‌شد. او به ایده برنج کنسرو شده رسید که براحتی ممکن نبود. ملک-یونان با کار با یک کارخانه تولید کنسرو، آزمایش‌های زیادی را آغاز کرد. اما تلاش‌های او به شکست انجامید. اما او از پذیرش شکست امتناع ورزید، تحقیقات خود را ادامه داد و خیلی زود کشف کرد که حدود ۲۰۰۰ نوع برنج وجود دارد. به زودی ملک یونان دریافت که بومیان آسام در هند نوع خاصی از برنج به نام پتنا را پرورش می‌دهند. قبل از آسیاب کردن آن در حالی که هنوز در بدنه آن بود، برنج پتنا را جوشانده و پخش کردند تا خشک شود. آنچه این برنج را از برنج مناطق دیگر نیز متمایز می‌کرد این بود که در واقع عاری از بیماری است. ترکیبی از جوشاندن برنج و فقدان بیماری، ملک-یونان را به اندازه کافی جذاب کرد تا به آزمایش‌های خود ادامه دهد.
ملک-یونان راز کنسرو کردن برنج را کشف کرده بود اما پس از ملاقات با یک وکیل ثبت اختراع، متوجه شد که بودجه لازم برای تجزیه و تحلیل شیمیایی که لازمهٔ ثبت اختراع است را را ندارد. ملک-یونان به این مسئله به عنوان یک عقب‌گرد نگاه نکرد، در عوض وی یک شیمی‌دان پیدا کرد که موافقت کرد آنالیز برنج را انجام دهد. در عوض ملک-یونان وظیفه تغذیه حیوانات شیمی‌دان را بر عهده گرفت. تجزیه و تحلیل شیمیایی نشان داد که برنج ویتامین‌های خود را حفظ کرده‌است و پس از آنکه انجمن تولیدکنندگان برنج طی ۹ ماه آینده تجزیه و تحلیل رسمی بیشتری انجام دادند، پذیرش برنج ملکیزه شده که به یک برنج خشک فرآوری شده تبدیل شده بود، به عهده عموم مردم بود. برنج تا ۶۵ درصد تیامین (ویتامین B 1) برنج قهوه ای خام و ۸۰ درصد اسید پانتوتنیک و بیش از دو برابر محتوای ویتامین برنج معمولی صیقلی را در خود نگه داشت. فرایند پختن فشار بخار برنج در پوسته آن توسط ملک یونان، ویتامین‌ها را از سبوس خارج کرده و به هسته وارد می‌کند. از همه مهمتر، میکروب‌های موجود در انتهای هسته که برنج را مجبور به جوانه زدن کردند، عقیم شدند. علاوه بر این، روغن سبوس از هم پاشید، و باعث سخت شدن سطح هسته شد و در نتیجه آن را تقریباً ضد بیماری کرد، زیرا شپشک دیگر نمی‌تواند به آن نفوذ کند.
هنگامی که جنگ جهانی دوم آغاز شد، ملک یونان به سرعت برنج مالکیزه شده خود به ارتش پیشنهاد داد و ۵۰۰۰ کیسه برنج فرآوری شده به اقیانوس آرام حمل شد. برای پاسخگویی به تقاضای ارتش برای تولید برنج خشک‌تر، ملک یونان شرکت حمل و نقل عمومی آمریکایی شیکاگو را متقاعد کرد که بخارهای فشار قوی، خشک کن‌های دوار و کولرهای خنک‌کننده مورد نیاز برای فرآوری برنج را طراحی و بسازد. یک کارخانه فرآوری با کمک انجمن تولیدکنندگان برنج کالیفرنیا در ساکرامنتو ساخته شد و با پایان جنگ کارخانه کامل شده عملیاتی شد. در مراحل بعدی زندگی، ملک یونان طرفدار استفاده از خشت در ساخت و ساز بود. 